# Le Kybalion
 (juin 2016).

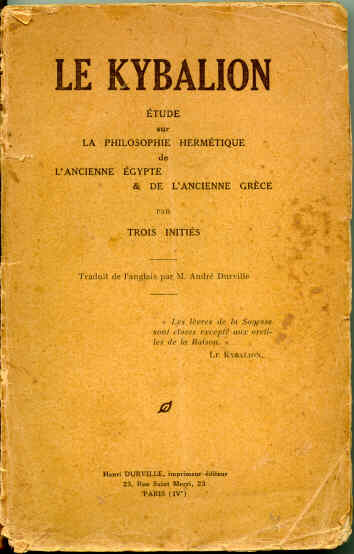
Couverture d'une édition française.

Le Kybalion : Étude sur la philosophie hermétique de l'ancienne Égypte et de l'ancienne Grèce est un livre ésotérique qui veut transmettre l'enseignement d'Hermès Trismégiste. Il est publié anonymement en 1908 en anglais par un groupe qui se fait appeler « Trois Initiés ».

## Description générale
Le Kybalion est publié en anglais chez « Yogi Publication Society of Chicago » en décembre 1908. Le livre prétend être basé sur l'ancien hermétisme, bien que de nombreuses idées qu'il défend soient issues de concepts relativement modernes du mouvement de la Nouvelle Pensée.

### Transmutation mentale
La transmutation mentale (décrite aussi comme « alchimie mentale », « art de la chimie mentale », ou « art de la polarisation ») fait référence à un art de changer et transformer ses propres états et conditions mentales, dans le but de les améliorer. La pierre philosophale n'en serait qu'une allégorie mal comprise. Il appelle aussi cela « psychologie mystique » et engloberait aussi ce que nous appelons les « arts psychiques » (comprendre télépathie, télékinésie, etc.).

## Les sept principes
Le livre consacre un chapitre à chacun des sept « principes », ou axiomes.

### Principe de mentalisme
Le principe de mentalisme explique que « le Tout est esprit ; l'univers est mental. »

### Principe de correspondance
Le principe de correspondance implique l'idée qu'il y a « un rapport constant entre les lois et les phénomènes des divers plans de l'être et de la vie. » « Ce qui est en haut est comme ce qui est en bas ; ce qui est en bas est comme ce qui est en haut », citation très bien connue de la table d'émeraude écrite par Hermès Trismégiste qui aurait fondé les principes de l'alchimie. Ce principe établit qu'il existe une harmonie, une entente et une correspondance entre ces différents plans d'existence qui se déclinent aux niveaux physique, mental et spirituel.

### Principe de vibration
« Le principe de vibration implique la vérité que le mouvement se manifeste partout dans l'univers, que rien n'est à l'état de repos, que tout se remue, vibre et tourne en rond. » Ce principe explique que « les différences existantes entre les diverses manifestations de la matière, l'énergie, l'âme et même l'esprit, sont la conséquence d'une proportion inégale de vibrations […] ; plus grande est la vibration plus haute est la position sur l'échelle. » Ainsi, Le Tout serait à un niveau infini de vibration, pratiquement en repos « de même qu'une roue qui tourne avec grande rapidité parait arrêtée ».
La transmutation mentale est décrite comme étant l'application pratique de ce principe. Transformer un état mental en un autre consiste à changer son niveau de vibration. Certains y arriveront par un effort de volonté, mais le faire de façon délibérée et consciente créera un état plus stable et donc plus souhaitable.

### Principe de polarité
Le principe de polarité implique l'idée que « tout est double », « tout a deux pôles », « tout a deux extrêmes ».« La thèse et l'anti-thèse sont identiques en nature, mais différentes en degrés ». Tout paradoxe peut être concilié car ce qui semble opposé n'est en fait qu'une autre partie d'une même échelle. Le chaud et le froid n'ont pas de définition absolue et n'existent que l'un par rapport à l'autre. Le froid peut brûler comme le chaud. De même on a vu souvent la haine se changer en amour ou le contraire. Les extrêmes se touchent et se confondent.

### Principe de rythme
Le principe de rythme implique l'idée qu'il se manifeste dans toute chose un mouvement mesuré d'allée et venue, un flux et un reflux, un balancement en avant et en arrière, quelque chose de semblable au mouvement du pendule. Le principe du rythme se relie étroitement au principe de polarité. Le rythme se manifeste entre les deux pôles dont le principe de polarité a montré l'existence. Cela ne veut pas dire cependant que le pendule du rythme oscille jusqu'à l'extrémité des pôles ; cela n'arrive que très rarement ; en fait il est difficile dans la majorité des cas d'établir la place des pôles extrêmes.

### Principe de cause et d'effet
Le principe de cause et d'effet implique le fait qu'il existe une causalité pour tout effet produit et un effet pour toute cause. Il explique que : « tout arrive conformément à la loi » ; que « jamais rien n'arrive fortuitement » ; que le hasard n'existe pas. « Le hasard (ou la chance) n'est que le nom donné à la loi méconnue ». Ce principe est développé dans le chapitre consacré à la causalité.

### Principe de genre
Le principe de genre implique que le genre existe en tout ; le masculin et le féminin sont constamment en action. Les auteurs nous disent que le mot genre a une signification plus large et plus générale que le mot « sexe ». Le sexe est simplement une manifestation du genre dans le plan physique. Le principe de genre se manifeste en masculin ou féminin dans tous les plans du réel. 
Le genre mental est décrit dans le chapitre XIV comme un concept hermétique relié au principe masculin et féminin. Cela n'a pas de rapport avec le genre physique de quelqu'un, ni n'implique que quelqu'un d'un certain genre sexuel soit nécessairement du même genre mental. De plus, il explique que les deux genres coexistent en chacun de nous, comme dans le principe chinois du yin et du yang, manifestés en conscient/inconscient, je/moi. Idéalement les deux genres s'équilibrent parfaitement l'un l'autre.
Le Kybalion insiste sur le fait que le genre existe sur tous les plans de l'existence, physique, mental et spirituel, et représente différents aspects dans les différents plans. Le principe féminin tend constamment à recevoir des impressions, tandis que le principe masculin tend à les donner et à les exprimer. Le principe féminin travaille à engendrer des idées nouvelles ; il assume le travail de l'imagination. Le principe masculin se contente d'assumer le travail de la volonté, dans ses diverses phases.
Il est dit qu'un équilibre doit être trouvé entre ces deux forces. Sans le féminin, le masculin agit sans retenue, sans ordre ou raison, ce qui n'engendre que le chaos. De l'autre côté, le féminin seul se répète sans cesse et n'arrive finalement à rien faire et s'achève dans la stagnation. Lorsque féminin et le masculin travaillent de concert, c'est dans une pensée agissante qui amène la réussite.

## Auteurs
Les « Trois Initiés » qui signent Le Kybalion ont choisi de rester anonymes. Le résultat en est bien sûr que de nombreuses spéculations circulent sur l'identité du ou des véritables auteurs du livre.
La supposition la plus répandue est que Le Kybalion a été écrit par William Walker Atkinson, seul ou avec d'autres plumes. Atkinson était connu pour faire usage de nombreux pseudonymes, et pour auto-produire ses travaux. Il était aussi propriétaire de la « Yogi Publication Society of Chicago », qui publia Le Kybalion sur son sol natal. Parmi les premières publication d'Atkinson sous pseudonymes ou anonymes étaient une série de livres intitulée The Arcane Teachings, avec lequel Le Kybalion trouve de nombreuses similitudes. Le Kybalion présente sept « principes hermétiques » quand The Arcane Teachings examine sept « lois des arcanes », Le Kybalion prétend être l'éclairage d'un ancien texte hermétique du même nom mais jamais publié, The Arcane Teachings prétend révéler la sagesse d'un ancien parchemin d'aphorismes occultes, et les deux livres décrivent trois « grands plans » de réalité qui sont plus loin divisés en sept plans inférieurs. Les deux livres décrivent trois des plans inférieurs comme ayant le même rapport avec les quatre autres plans que les touches noires avec les touches blanches d'un piano, et habités par des esprits élémentaires. Les deux livres décrivent le processus de l'« alchimie mentale » en détail, et quasiment dans un consensus parfait. Il y a encore bien d'autres similitudes, et il y a fort à parier que The Arcane Teachings fut, pour Atkinson, le premier jet de ce qui serait plus tard Le Kybalion.
Beaucoup d'encre a coulé sur le fait que Paul Foster Case ait été franc-maçon et que l'éditeur du Kybalion, la Yogi Publication Society, a inscrit pour adresse : « Temple Maçonnique, Chicago, IL » sur la deuxième de couverture. Le « Temple Maçonnique » de Chicago, le premier gratte-ciel de la ville, hébergeait des douzaines de commerces et de petites entreprises sans aucune affiliation à la franc-maçonnerie. Le bâtiment aura été nommé en l'honneur de la loge maçonnique qui avait financé la plupart de sa construction et se réunissait dans les derniers étages.
On peut citer d'autre noms d'auteurs (ou coauteurs) présumés à l'écriture du Kybalion, comprenant Harriet Case (l'épouse de Paul Foster Case à cette époque), Ann Davies (qui succéda à Paul Foster Case à la tête du B.O.T.A.), Mabel Collins (écrivain du mouvement Théosophique), Claude Bragdon, un architecte théosophiste et auteur de la « géométrie mystique »), et Claude Alexander (un magicien de cabaret bien connu, mentaliste, pratiquant de la cristallomancie, et auteur de la Nouvelle Pensée). Quoi qu'il en soit, sachant la plume prolifique d'Atkinson sous près d'une douzaine de pseudonymes, on peut débattre à l'infini de la nécessité qu'il aurait pu avoir de cosigner ou non ce livre.

## Influences
Les travaux du philosophe anglais Herbert Spencer sont cités page 65 du Kybalion comme illustration de la compréhension des Principes Hermétiques. Spencer lui-même est chanté comme la réincarnation du philosophe grec du Ve siècle av. J.-C., Héraclite. Aucun autre écrivain ou référence similaire n'est faite dans le corps du texte.
On peut constater de nombreux rapprochements avec d'autres ouvrages ésotériques ; le Sefer Ha Zohar par exemple présente des approches assez similaires au niveau de son approche de la création de l'univers ou de la nature de la divinité. Point de vue que l'on peut aussi retrouver dans les écrits de Maïmonide, philosophe juif du XIIe siècle apr. J.-C.